# Лыжное двоеборье на зимних Олимпийских играх 2006

Австриец Феликс Готтвальд, выигравший 3 бронзовые награды в 2002 году в Солт-Лейк-Сити, на этот раз опять завоевал 3 награды из 3 возможных — 2 золота и 1 серебро.

## 11 февраля — Трамплин 95 м + гонка на 15 км
Данный вид программы включает в себя прыжки с 95-метрового трамплина (2 попытки) и лыжную гонку на 15 километров по системе Гундерсена, на которую спортсмены выходят в последовательности, определяемой результатами, показанными в прыжковой дисциплине. Спортсмен, пришедший к финишу первым, является победителем.
| Медаль  | Спортсмен        | Время   |
| Золото  | Георг Хеттих     | 39:44,6 |
| Серебро | Феликс Готтвальд | +9,8    |
| Бронза  | Магнус Моан      | +16,2   |

Немецкий спортсмен уже по результатам прыжков вышел на первое место, благодаря чему, выйдя на старт лыжной гонки первым, своего преимущества не упустил. Лучший из россиян Сергей Масленников занял итоговою 10-ю позицию.

## 15 - 16 февраля — Командные соревнования. Эстафета 4х5 км
| Медаль  | Спортсмен                                                                 | Время   |
| Золото  | Австрия (Михаэль Грубер, Кристоф Билер, Феликс Готтвальд, Марио Штехер)   | 49:52,6 |
| Серебро | Германия (Бьорн Кирхайзен, Георг Хеттих, Ронни Аккерман, Йенс Гайзер)     | 50:07,9 |
| Бронза  | Финляндия (Антти Куисма, Ансси Койвуранта, Яакко Таллус, Ханну Маннинен)J | 50:19,4 |

## 21 февраля — Спринт 7,5 км
| Медаль  | Спортсмен        | Время   |
| Золото  | Феликс Готтвальд | 18:29,0 |
| Серебро | Магнус Моан      | 18:34,4 |
| Бронза  | Георг Хеттих     | 18:38,6 |